# Frutal (microregio)
Frutal is een van de 66 microregio's van de Braziliaanse deelstaat Minas Gerais. Zij ligt in de mesoregio Triângulo Mineiro e Alto Paranaíba en grenst aan de microregio's Ituiutaba, Uberlândia, Uberaba, São Joaquim da Barra (SP), Barretos (SP), São José do Rio Preto (SP), Votuporanga (SP), Fernandópolis (SP), Jales (SP), Paranaíba (MS) en Quirinópolis (GO). De microregio heeft een oppervlakte van ca. 16.840 km². In 2007 werd het inwoneraantal geschat op 172.124.
Twaalf gemeenten behoren tot deze microregio:
- Campina Verde
- Carneirinho
- Comendador Gomes
- Fronteira
- Frutal
- Itapagipe
- Iturama
- Limeira do Oeste
- Pirajuba
- Planura
- São Francisco de Sales
- União de Minas

Mesoregio's: Campo das Vertentes · Central Mineira · Jequitinhonha · Metropolitana de Belo Horizonte · Noroeste de Minas · Norte de Minas · Oeste de Minas · Sul e Sudoeste de Minas · Triângulo Mineiro e Alto Paranaíba · Vale do Mucuri · Vale do Rio Doce · Zona da Mata

Microregio's: Aimorés · Alfenas · Almenara · Andrelândia · Araçuaí · Araxá · Barbacena · Belo Horizonte · Bocaiuva · Bom Despacho · Campo Belo · Capelinha · Caratinga · Cataguases · Conceição do Mato Dentro · Conselheiro Lafaiete · Curvelo · Diamantina · Divinópolis · Formiga · Frutal · Governador Valadares · Grão Mogol · Guanhães · Ipatinga · Itabira · Itaguara · Itajubá · Ituiutaba · Janaúba · Januária · Juiz de Fora · Lavras · Manhuaçu · Mantena · Montes Claros · Muriaé · Nanuque · Oliveira · Ouro Preto · Pará de Minas · Paracatu · Passos · Patos de Minas · Patrocínio · Peçanha · Pedra Azul · Pirapora · Piumhi · Poços de Caldas · Ponte Nova · Pouso Alegre · Salinas · Santa Rita do Sapucaí · São João del-Rei · São Lourenço · São Sebastião do Paraíso · Sete Lagoas · Teófilo Otoni · Três Marias · Ubá · Uberaba · Uberlândia · Unaí · Varginha · Viçosa